# 德国4号高速公路
德国4号高速公路（Bundesautobahn 4，简称BAB 4或A 4）是德国的一条高速公路，始于亚琛，终于格尔利茨。德国4号高速公路全长585千米，最初建于1936年，主要经过北莱茵-威斯特法伦州、黑塞、图林根州、萨克森州等地。该高速也是欧洲E40、E55、E314公路的一部分。